# 開心之城
開心之城（City of Joy，2007年4月30日—2007年10月26日）是一個由香港有線電視製作的具互動性及益智兒童節目。

## 節目內容
節目由2007年4月30日起18:00-19:00，在香港有線電視兒童台直播。
節目亦會於當日21:30-22:30、翌日2:00-3:00、5:00-6:00、9:00-10:00及14:00-15:00重播。

## 環節

### 校園遊戲王
逢星期一、三、五舉行，新環節會由錄影廠改到大家的校園進行，每間學校要玩兩個指定的遊戲，並挑戰一個名為「十足十大步走」的競技遊戲，玩法是由十對十歲男女小朋友，以十人十一足的方式，快走25米。玩法新鮮有趣，又考合作精神，同時可以慶祝回歸，別具意義。

### 點解聽佢講
逢星期二、四考驗各種趣味知識的問答遊戲。

### 聲級遊戲
本遊戲共分二關。第一關有三個回合，每個回合會播出一段聲音。第二關主持人會做出一連串聲音。

### 好歌考考你
本遊戲共分3部份。
第一部份：唱出指定歌曲中的指定歌詞，並由主持評分，最低0分；最高10分，最高分者勝。
第二部份：唱指定歌詞中一部份，並要把最後一個字唱得越長越好，最後一個字唱得最長者勝。
第三部份：第一、二題是用歌詞中的字、詞或詞來問關於詞義、部首等中文問題。第三題是造句題，並使用歌詞中的其中的詞語來造句。答對兩題或以上者勝。

### 眼明睛快
本遊戲共分為三關。

### 字強不息
要在一個佈滿字母的8x8棋盤中找英文字，難易皆可，如：ark(方舟)、dark(黑暗)……

### 開心禮物城
此遊戲是從以往深受歡迎的「進攻禮物城」改良而成，變成更刺激更開心好玩的遊戲。

### AB部落格
由A-men,Bean及Brenda以Blog的形式，和小朋友及家長分享一周以來個人的難忘經歷，每次他們更各自公開一條自拍的生活短片，展現他們有趣的生活真實經歷。

## 環節播放時間
18:00-18:15（第一節）：聲級遊戲

18:15-18:30（第二節）：校園遊戲王(已完結)、香港十年變變變(已完結)、奧運先修班

18:30-18:45（第三節）：眼明睛快

18:45-19:00（第四節）：開心禮物城

18:00-18:15（第一節）：開心腦賽館

18:15-18:30（第二節）：點解聽佢講、叻人出猜

18:30-18:45（第三節）：字強不息、AB部落格

18:45-19:00（第四節）：開心禮物城

18:00-18:15（第一節）：好歌考考你

18:15-18:30（第二節）：校園遊戲王(已完結)、香港十年變變變(已完結)、奧運先修班

18:30-18:45（第三節）：眼明睛快、讀信或E-mail

18:45-19:00（第四節）：開心禮物城

## 參加遊戲節目方法
一、電話：1831123

二、傳真：21120109

三、地址：荃灣海盛路九號有線電視大樓四樓 兒童台收

四、電郵：cityofjoy@i-cable.com

有線電視不確保所有參加者能參與。

```
除電話參加外，需註明參加節目遊戲的名稱連同姓名、年齡、
、地址等。
```

## 主持人
- 區焯文（Amen）
- 劉蜀永（Bean）
- 林鴻怡（Brenda）

## 外部連結
- 香港有線娛樂有限公司 （页面存档备份，存于）
- 開心之城網頁

| 香港有線電視兒童台 星期一至五 18:00節目 | 香港有線電視兒童台 星期一至五 18:00節目                                 | 香港有線電視兒童台 星期一至五 18:00節目 |
| --------------------------------------- | ----------------------------------------------------------------------- | --------------------------------------- |
|                                         | 開心之城 2007年4月30日開始至2007年10月26日                              |                                         |
| 智趣大本營 2006年7月17日至2007年4月27日 | 全人大學堂(17:00-18:00) 2007年10月29日開始 同時段改播魔法小咪路Ⅱ,III,IV |                                         |